# 嫉妬 (序曲)
序曲『嫉妬』（しっと）は、レオシュ・ヤナーチェクが作曲した初期の管弦楽曲。本来はオペラの序曲として作曲された。

## 概要
ヤナーチェクは完成されたオペラは9作あるが、完成されなかったオペラもいくつかある。第3作のオペラ「イェヌーファ」はヤナーチェクの代表作として挙げられ、作曲上のひとつの転機となった重要な作品である。この序曲「嫉妬」は「イェヌーファ」の作曲していた初期の段階の1894年12月に書かれ、最初は4手用のピアノ曲として作られた。後にオーケストレーションが行なわれたが、これがあまりに自己完結的でインパクトが強かったために、オペラの導入曲としては適さないと判断し、ヤナーチェク自ら放棄したため、現行のものに差し替えた。「イェヌーファ」の方は初演後賛否両論があったが、今日ではヤナーチェクの人気演目として上演されることが多くなった。対してこの序曲は見捨てられた結果、埋もれた作品となり、独立した曲として演奏される機会が非常に少ない。
初演は1906年11月14日、チェコ・フィルハーモニー管弦楽団によってプラハで行なわれている。

## 作品の特徴
ヤナーチェクは民族的旋律の直接的な利用に依存する作曲をしていたが、この序曲はそうした民族的素材から逸脱して新しいスタイルを確立していることが窺える。